# Glossotrophia buraimana
Glossotrophia buraimana är en fjärilsart som beskrevs av Edward P. Wiltshire 1949. Glossotrophia buraimana ingår i släktet Glossotrophia och familjen mätare. Inga underarter finns listade i Catalogue of Life.